# San Nicola da Crissa
San Nicola da Crissa (tiếng Hy Lạp: Aghios Nikolaos Chryssis) là một đô thị ở tỉnh Vibo Valentia trong vùng Calabria, có cự ly khoảng 40 km về phía tây namcủa Catanzaro và khoảng 15 km về phía đông của Vibo Valentia. Tại thời điểm ngày 31 tháng 12 năm 2004, đô thị này có dân số 1.540 người và diện tích là 19,3 km².
San Nicola da Crissa giáp các đô thị: Capistrano, Filogaso, Torre di Ruggiero, Vallelonga.